# Oliarus laertes
Oliarus laertes är en insektsart som beskrevs av George Willis Kirkaldy 1906. Oliarus laertes ingår i släktet Oliarus och familjen kilstritar. Inga underarter finns listade i Catalogue of Life.